# Let's Go Brandon

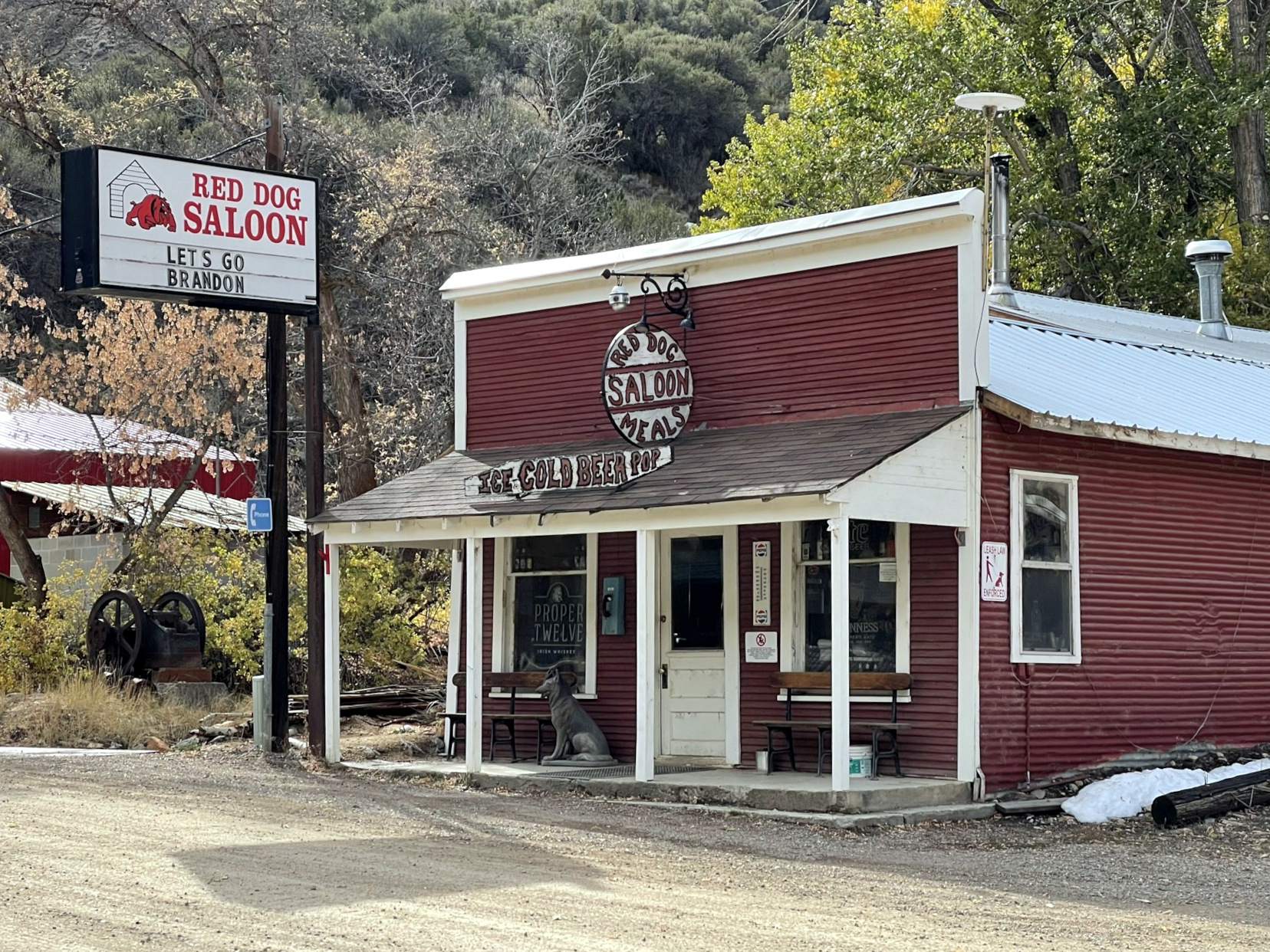
El eslogan "Let's Go Brandon" colocado en un comercio en Jarbidge, Nevada.

Let's Go, Brandon (español: ¡Vamos, Brandon!) es un eslogan político usado como eufemismo de Fuck Joe Biden (español: que te jodan, Joe Biden) en referencia al 46.º presidente de Estados Unidos, Joe Biden.
Cánticos de Fuck Joe Biden se empezaron a oír en eventos deportivos desde comienzos de septiembre de 2021.  Let's Go, Brandon comenzó a usarse desde el 2 de octubre de 2021, cuando la reportera Kelli Stavast de la NBC malinterpretó el cántico de los espectadores de "Fuck Joe Biden" y lo describió como "Let's go, Brandon" mientras entrevistaba al piloto de automovilismo Brandon Brown tras ganar una carrera. El eslogan se hizo muy conocido por el uso que hicieron políticos republicanos y críticos de Biden.
La frase pasó rápidamente a la cultura popular y muchas canciones de rap la usaron.  Los aficionados a la expresión han dicho que acusarles de falta de cortesía es un acto de hipocresía.

## Orígenes

### Cántico anti-Biden
A principios de septiembre de 2021 se produjeron cánticos de "Fuck Joe Biden" en partidos de fútbol americano universitario en el sur de Estados Unidos. A finales de septiembre el fenómeno se extendió a universidades del norte, incluyendo la University of Wyoming.
Cánticos anti-Biden similares tuvieron lugar durante la 2021 Ryder Cup.
El Washington Examiner reportó que algunos espectadores cantaron "Fuck Joe Biden" en un concierto de Megadeth en septiembre de 2021, y en una protesta en la ciudad de Nueva York en octubre de 2021 sobre la obligación de vacunación de COVID-19 de los educadores de Nueva York.

### Entrevista a Brandon Brown

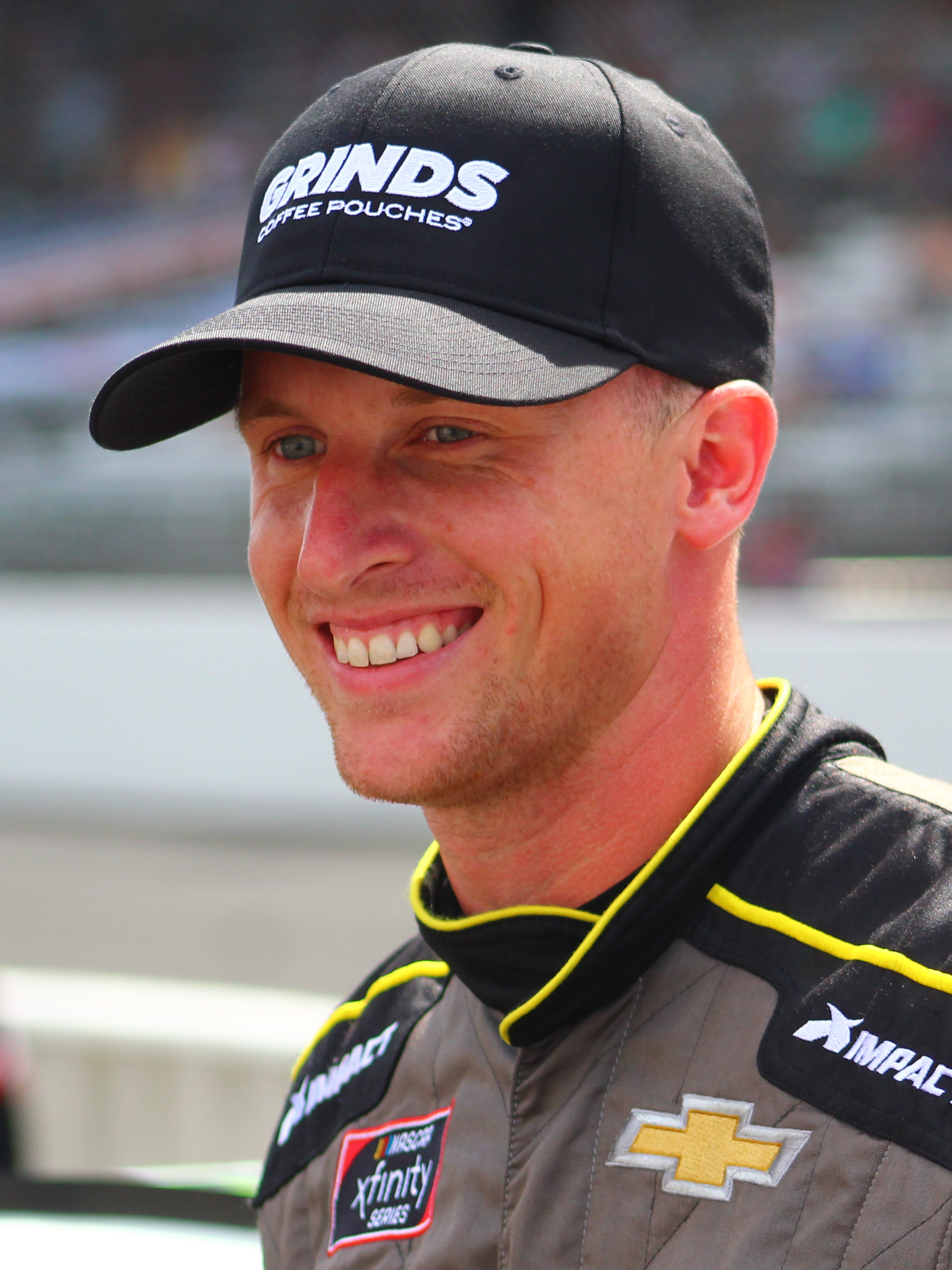
El piloto de NASCAR Brandon Brown en agosto de 2021.

El 2 de octubre de 2021, el piloto Brandon Brown estaba siendo entrevistado por la reportera Kelli Stavast de la NBC en el circuito Talladega Superspeedway en Alabama, tras su victoria en la carrera Sparks 300 de la NASCAR Xfinity Series que se había acortado debido a la oscuridad. Los seguidores cantaban "Fuck Joe Biden", y era claramente audible por los espectadores de la emisión. En la retransmisión en directo, la reportera Stavast, que llevaba auriculares, afirmó:

‘You can hear the chants from the crowd, 'Let's go, Brandon!'‘
‘Puedes oír los cánticos de la multitud, '¡Vamos, Brandon!'’
Kelli Stavast

 No está claro si Stavast no entendió el cántico o si intencionadamente lo malinterpretó como "Let's Go Brandon". Si fue intencionado sería un caso de prestidigitación verbal.

### Extensión y reacciones
El vídeo de la entrevista se hizo viral, y los críticos del presidente Joe Biden adoptaron la frase como una expresión de su antipatía hacia él.
También se ha usado como protesta contra los medios percibidos como liberales (de izquierdas), especulando que la reportera trataba de ocultar el sentimiento anti-Biden de la multitud.
Los comentaristas conservadores Ben Shapiro y Tomi Lahren extendieron la frase por Twitter. El eslogan se imprimió en ropa, carteles y una avioneta voló una banda publicitaria con la frase en un mitin pro-Trump en Iowa. Según The Independent del 19 de octubre de 2021,

‘The anti-Biden war cry 'Let's Go Brandon' is no longer a conservative media phenomenon, it's infiltrating mainstream popular culture and is now number one and two on iTunes, knocking Adele's new single into third place.‘
‘El grito de guerra 'Let's Go Brandon' ya no es un fenómeno de la prensa conservadora, se ha infiltrado en la cultura popular y ahora es número uno y dos en iTunes, bajando el single de Adele al tercer lugar.’
The Independent

Cuando la frase comenzó a extenderse Brandon Brown tuiteó:

‘To all the other Brandons out there, You're welcome! Let's go us‘
‘A todos los otros Brandons, ¡Son ustedes bienvenidos! ¡Adelante!’
Brandon Brown

Sin embargo, Brandon fue ambiguo sobre la frase, porque oscureció su victoria en Talladega y asustó a los patrocinadores, que no querían controversias.
Al principio trató de ignorar la frase, pero luego se preocupó porque su silencio fuera percibido como un apoyo tácito al sentimiento de la frase. En octubre de 2021 se reportó que el equipo de Brandon Brown, Brandonbilt Motorsports, tenía dificultades para conseguir patrocinadores porque las empresas no querían apoyarle por su asociación indirecta con el cántico y sus matices políticos.
En una entrevista de diciembre de 2021 con The New York Times, Brown explicó que inicialmente encontró divertida la frase y que permaneció tranquilo durante su proliferación porque no quería meterse en política y expresó sus deseos de que fuera usada en un contexto positivo. En la entrevista Brandon Brown dijo que era republicano. Brown publicó un artículo en Newsweek, en el que afirmó:

‘not going to endorse anyone, not going to hesitate to speak about issues I am passionate about, or the problems we face together as Americans.‘
‘No voy a apoyar a nadie, no voy a dudar para hablar de temas que me interesan, o de los problemas que enfrentamos como estadounidenses.’
Brandon Brown

El 5 de noviembre de 2021, el presidente de NASCAR Steve Phelps denunció cualquier asociación implícita con el eslogan, afirmando que su organización no quería ser asociada con la política de izquierdas o de derechas.

## Uso

### Análisis
El lingüista John McWhorter analizó los atributos lingüísticos del cántico en The Atlantic, asimilando el cántico al discurso de evitación sustituyendo una palabra prohibida. Escribió que el eufemismo anti-Biden tiene uno tono similar a la palabra SNAFU ("Situation Normal – All Fucked Up": Situación Normal Todos Jodidos), o la palabra "cuckservatives" (un compuesto de "cuckold" (cornudo) y "conservatives" (conservador)) que algunos conservadores usan contra otros conservadores percibidos como liberales (de izquierdas). McWhorter describió el fenómeno de Let's Go Brandon como sencillamente fascinante, un retorcimiento en la que intersectan el lenguaje, la política, el humor y la creatividad.
Kaitlyn Tiffany escribió en The Atlantic que simpatizantes de Joe Biden crearon un meme propio que decía  "Thank you, Brandon". Ella afirmó que el eslogan era embarazoso, porque no tenía ningún sentido.
El 20 de noviembre de 2021 el editorial de Pittsburgh Post-Gazette afirmó que el eslogan revelaba la bancarrota moral de esos que lo cantan incluso en la iglesia.
El 23 de noviembre de 2021 en un artículo de opinión para The Washington Post, Mark Thiessen, que fue el escritor principal de los discursos para el presidente George W. Bush, comentó que el eslogan era anodino comparado con lo que se dijo de otros presidentes. Inicialmente Thiessen no era partidario del eslogan, pero concluyó sus comentarios con:

‘it is a perfectly harmless and humorous way for Americans to express their frustration at a flailing – and failing – presidency.‘
‘Es una manera perfectamente inocente y humorística para que los estadounidenses expresen su frustración con una presidencia agitada y fallida.’
Mark Thiessen

### Política
Los republicanos estadounidenses usaron la frase públicamente. El 21 de octubre de 2021 el congresista republicano Bill Posey concluyó su discurso en el Congreso con "Let's go, Brandon".
El gobernador de Texas Greg Abbott usó la frase en un tuit del 22 de octubre de 2021.
Atribuyó la popularidad de la frase a la frustración con las políticas de Biden, incluyendo la desastrosa gestión de la pandemia de COVID-19 y la crisis de la frontera con México.
A la semana siguiente el congresista republicano Jeff Duncan usó en el Congreso una mascarilla con la frase.
El senador republicano Ted Cruz posó con un cartel colgado en Houston para la 2021 World Series.
El cántico anti-Biden apareció en Georgia cuando los Atlanta Braves jugaron el partido 4 de las World Series y el anterior presidente Donald Trump estaba presente.
El 2 de noviembre de 2021 se cantó el eslogan en la sede electoral de Glenn Youngkin durante su victoria electoral para gobernador de Virginia.
Al día siguiente al comentar la victoria de Youngkin, el gobernador de Florida Ron DeSantis dijo:

‘When you look at the Biden – when you look at the Brandon administration‘
‘Cuando miras a Biden - cuando miras a la administración Brandon.’
Ron DeSantis

y la multitud aplaudió cantando "Let's Go Brandon."
Unas semanas más tarde DeSantis escogió a propósito la localidad de Brandon, Florida para firmar una ley contra el mandato de vacunación. La elección del lugar fue motivado por el eslogan de "Let's go Brandon".
El 4 de noviembre de 2021 la congresista Lauren Boebert usó un vestido rojo que llevaba escrito en la espalda "Let's Go Brandon" con letras blancas cuando se reunió con Donald Trump. El vestido era similar al que usó la congresista Alexandria Ocasio-Cortezcon el texto "Tax the Rich" en una gala en el Met dos meses antes. Boebert tuiteó una foto del vestido diciendo:

‘It's not a phrase, it's a movement! #LGB‘
‘No es una frase, ¡es un movimiento! #LGB’
Lauren Boebert

El 12 de noviembre de 2021 cuando fue preguntada por la frase la Secretaria de Prensa de la Casa Blanca Jen Psaki respondió,

‘I don't think he spends much time focused on it or thinking about it.‘
‘No creo que el presidente pase mucho tiempo pensando en ello.’
Jen Psaki

El 15 de diciembre durante la visita del Presidente Biden para presentar las condolencias y ver la destrucción del tornado en Dawson Springs, Kentucky, y MayField, Kentucky algunos grupos de manifestantes gritaron "Let's Go Brandon"
El 24 de diciembre cuando el presidente Biden y su esposa Jill Biden respondían llamadas de teléfono para la línea NORAD's Santa tracker un interlocutor terminó su conversación diciendo "Merry Christmas and let's go Brandon," a lo que el presidente Biden respondió, "Let's go Brandon, I agree." (Vamos Brandon, de acuerdo).
El interlocutor, Jared Schmeck, había sido policía e inicialmente contó al The Oregonian que no tenía nada contra Biden y que no quiso faltarle al respeto, y que el uso de la frase fue como broma y por la frustración porque pensó que Biden podía hacer un trabajo mejor.
Más adelante Schmeck fue al podcast de Steve Bannon en el que dijo que era una cosa muy seria ser capaz de criticar al gobierno de Biden y describió que la frase "Let's go Brandon" también daba voz al disgusto contra la mafia izquierdista, la cultura de la cancelación y los principales medios de comunicación. Schmeck añadió que Trump era su presidente y que debería seguir siéndolo en ese momento, promoviendo la idea de que la elección presidencial de 2020 fue robada al cien por cien.

### Música
Poco después de que el eslogan se hizo viral Loza Alexander grabó la canción de rap anti-Biden "Let's Go Brandon".
La canción se volvió viral en TikTok antes de alcanzar el número uno en la iTunes Store en la categoría de Hip-Hop/Rap, y número dos en la lista Top Songs el 18 de octubre de 2021.
La canción de Loza Alexander alcanzó el número 38 en Billboard Hot 100 para la semana del 6 de noviembre de 2021.
Otra canción con el mismo título fue lanzada por Bryson Gray, un rapero conservador cristiano, alcanzando el número uno en iTunes. Alcanzó el número 28 en US Hot 100.
El vídeo para la canción de Bryson Gray, que incluía la frase "Biden said the jab stop the spread, it was lies" (en referencia a los esfuerzos de Biden por la vacunación contra el COVID-19), fue retirado por YouTube por contener «desinformación médica».
Una canción de country rap con el mismo nombre fue grabada por Forgiato Blow.
El 27 de octubre de 2021 iTunes tenía dos grabaciones de "Let's Go Brandon" en los números uno, dos, cuatro y ocho.

### Patrocinio de Brandon Brown
A principios de noviembre de 2021 comenzó a cotizar la criptomoneda LGBcoin (LGB), y el 30 de diciembre de 2021 LGBcoin anunció que patrocinaría al equipo de Brandon Brown Brandonbilt Motorsports para la temporada 2022 NASCAR Xfinity Series. El portavoz de Brandonbilt comentó a Fox Business que habían recibido la aprobación el 26 de diciembre de 2021, pero el 5 de enero de 2022 Bob Pockrass anunció que NASCAR no había aprobado el patrocinio. En respuesta, el inversor James Koutoulas amenazó con un pleito contra NASCAR, y pidió un boicot hasta que se anulara la decisión.

### Otros

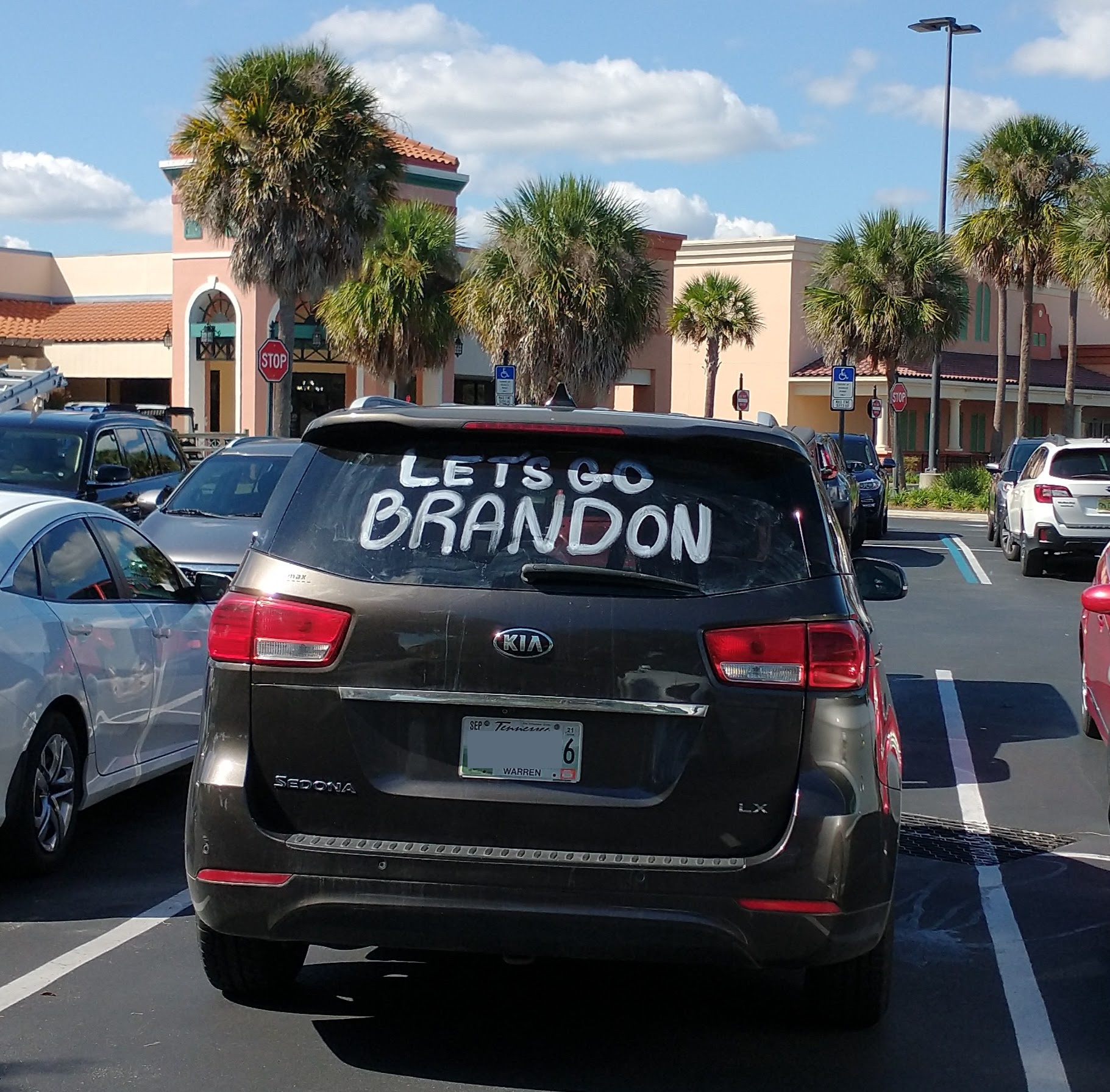
Un coche con el eslogan escrito en el cristal trasero en The Villages, Florida el 3 de noviembre de 2021.

El 28 de octubre de 2021 en Falls Church, Virginia, dos paneles electrónicos de carretera fueron hackeados para mostrar el eslogan anti-Biden.
El 29 de octubre de 2021 un piloto de servicio para Southwest Airlines dijo "Let's Go Brandon" por los altavoces del avión.
El incidente de Southwest ocurrió una semana después de que el sindicato que representaba a los pilotos de United Airlines enviara una nota desaconsejando a los pilotos el uso de la frecuencia de emergencia 121.5 para comunicar opiniones personales, porque la habían estado usando para decir la frase.
El 1 de noviembre de 2021 NBC News reportó que la empresa de armas Palmetto State Armory había comenzado a comercializar munición con el eslogan.
El 3 de noviembre de 2021 funcionarios de Brandon, Minnesota informaron que seis señales habían sido vandalizadas colocando las palabras "Let's go" antes del nombre de la ciudad.
El 24 de octubre de 2021 en la North Carolina State Fair los republicanos de North Carolina vendieron botones con la frase. Cuatro días después la campaña presidencial de Donald Trump comenzó a vender camisetas con la frase.
En diciembre de 2021 una cadena de cinco tiendas en New England que vendían ropa y mercancías se renombraron Let's Go Brandon Stores.
Las tiendas tuvieron tanto éxito que para el final de diciembre de 2021 el propietario anunció la apertura de dos nuevas tiendas.

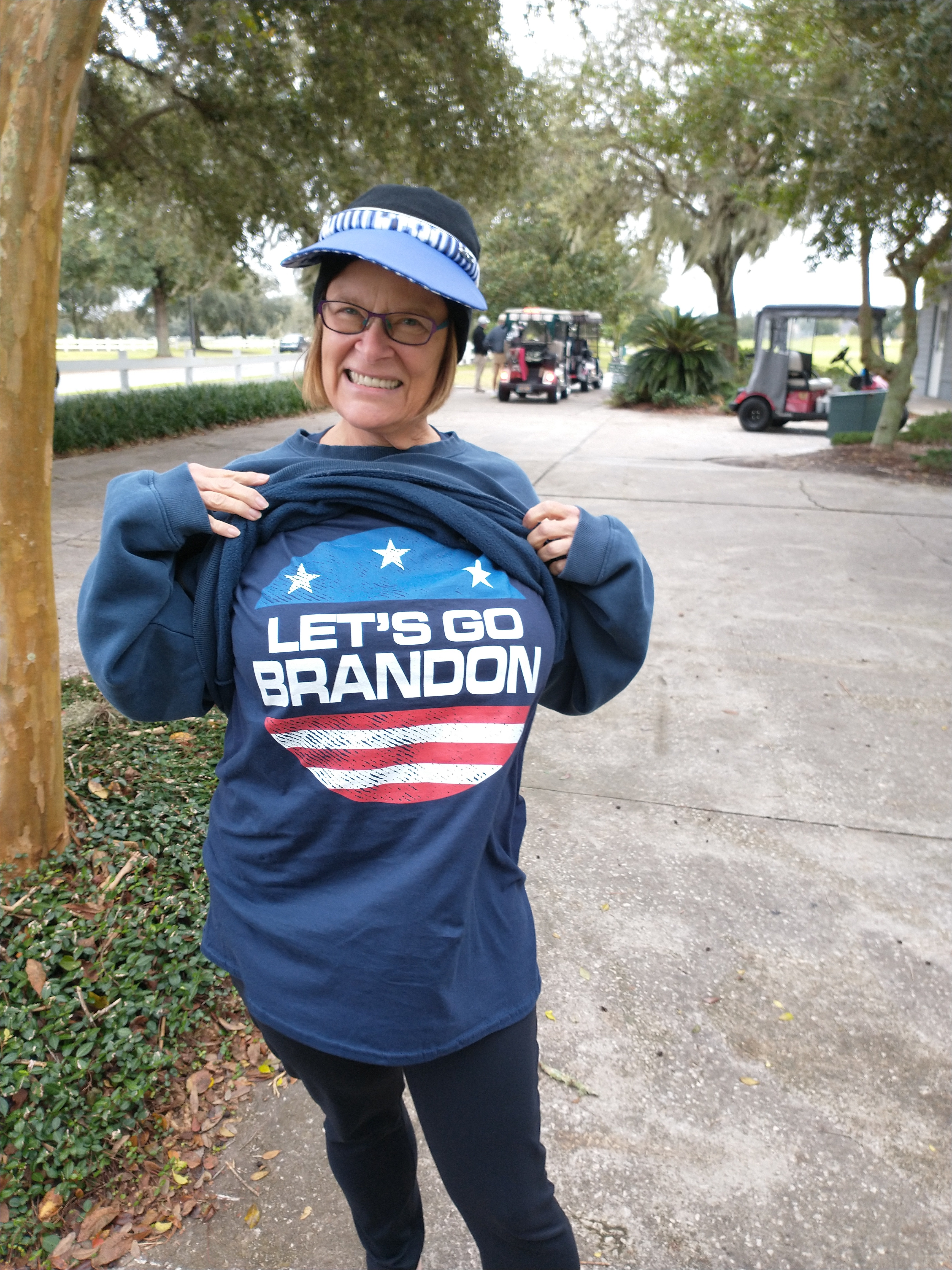
Una mujer con una camiseta con el eslogan "Let's Go Brandon".

El 4 de diciembre de 2021 durante el desfile anual de barcos iluminados en Yorktown, Virginia, un barco decorado con luces navideñas con el texto "FJB" y "Let's Go Brandon!" fue declarado ganador en la categoría "Best in Show". Más tarde la Yorktown Foundation emitió un comunicado indicando que había un mensaje político oculto y fue descalificado.
Durante la temporada de compras navideñas de 2021 un vendedor privado ofreció a la venta mercancías con la frase "Let's go Brandon" en la Joint Base Elmendorf–Richardson de Alaska. Aunque no hubo quejas los oficiales de la base cambiaron las normas sobre lo que es apropiado vender en la base.